# Kremlin Cup 2022
Kremlin Cup 2022 (russisk: Кубок Кремля 2022) var en tennisturnering, som skulle have været spillet indendørs på hardcourt-baner af typen TPsurface Competition i Sportivnyj Kompleks Olimpijskij i Moskva, Rusland under navnet VTB Kremlin Cup (russisk: ВТБ Кубок Кремля), som den 32. udgave af Kremlin Cup. Kvindernes rækker var en del af WTA Tour 2022, hvor turneringen skulle have været sæsonens sidste i kategorien WTA 500, mens herrernes rækker var en del af ATP Tour 2022, hvor den tilhørte kategorien ATP Tour 250.
Turneringen blev aflyst den 1. marts 2022 på grund af Ruslands invasion af Ukraine.